# Hoya buotii

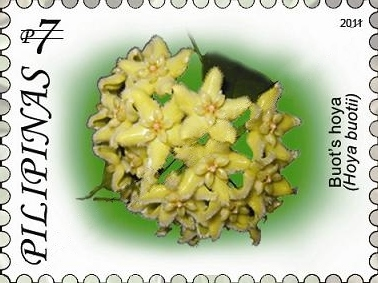
Hoya buotii auf einer Briefmarke der philippinischen Post

Hoya buotii ist eine Pflanzenart der Gattung der Wachsblumen (Hoya) aus der Unterfamilie der Seidenpflanzengewächse (Asclepiadoideae).

## Merkmale
Hoya blashernaezii ist eine epiphytische kletternde Pflanze mit windenden Trieben. Die hellgrünen Blätter sind dünn und gestielt. Die Blattspreiten sind elliptisch-lanzettlich, bis 7 cm lang und 3 cm breit. Die Basis ist gerundet, der Apex ist zipflig zugespitzt. Die Ränder und die zipflige Spitze sind nach unten gebogen. Die Blattnervatur tritt nur undeutlich hervor. Die Blattadern sind fiedrig und miteinander verzweigt. Die Mittelrippe ist leicht eingesenkt und etwas dunkler.
Der ballförmige Blütenstand enthält 18 bis 25 Blüten. Die Blütenstiele sind bis 3,2 cm lang und etwa 0,12 cm dick. Auf der Oberfläche sitzen Lentizellen. Sie verdicken sich nahe dem Kelch. Die Kelchblätter reichen nicht bis zu den Sinussen, die von den basal verwachsenen Kronblättern gebildet werden. Die Außenseite der Kelchblätter ist im Wesentlichen kahl. Die Ränder sind mit Zilien besetzt, das etwas verdickte Zentrum ist granulös. Sie sind 3 mm lang und 2 mm breit. Die Kelchblätter überlappen sich an der Basis (etwa 10 %). Die honiggelbe Blütenkrone hat ausgebreitet einen Durchmesser von 2,9 cm. Die Kronblätter sind basal verwachsen (etwa ein Drittel). Die Kronblattzipfel sind 1,1 cm lang und an der Basis 0,6 cm breit. Sie sind außen kahl mit einigen wenigen Punktierungen und wirken wachsartig. Sie ist innen dicht mit steifen, borstigen Härchen besetzt, mit Ausnahme des Bereichs unter der Nebenkrone. Die Ränder und die Spitzen der Zipfel sind umgebogen. Die Zipfel der tiefroten Nebenkrone erreichen nicht die Sinusse, die von den verwachsenen Kronblättern gebildet werden. Der innere, dicke und fleischige Fortsatz ist etwas dunkler, spatelförmig-gerundet und steigt im Zentrum leicht an, der äußere Fortsatz ist stumpf, und dorsal konvex gewölbt und leicht gekielt. Die Staubbeutel sind in der Mitte gekräuselt.
Das Pollinarium ist vergleichsweise groß mit einem kleinen Corpusculum. Die Pollinien sind 850 µm lang und 300 µm breit. Die Caudiculae sind 350 µm lang und 30 µm dick. Das Corpusculum ist 270 µm lang und ist in der unteren Hälfte eingeschnürt. Die Schulter ist 150 µm breit, die Taille 80 µm und die Hüfte 100 µm breit.

## Ähnliche Arten
Hoya buotii ist nah mit Hoya leucorhoda Schltr. verwandt, unterscheidet sich aber durch die mit Zilien besetzten Kelchblätter, die zudem etwas länger sind (0,3 cm lang vs. 0,25 cm lang).
Außerdem sind die Caudiculae sehr lang, in Hoya leucorhoda dagegen sehr kurz. Die Pollinia sind fast so lang wie die Pollinia von Hoya meliflua subsp. fraterna T.Green, aber das Corpusculum ist vieler kleiner. In dieser Hinsicht kommt Hoya buotii der Art Hoya lacunosa nahe. Nach Somadee und Kühne soll auch Hoya halconensis ähnlich sein, sich aber durch die kleineren Blüten unterscheiden.

## Geographische Verbreitung und Habitat
Die Art ist bisher nur von der Typuslokalität am Berg Banahaw in der Quezon-Provinz, Luzon, Philippinen bekannt.

## Taxonomie
Das Taxon Hoya buotii wurde 2002 von Robert Dale Kloppenburg beschrieben. Der Holotypus wird im Herbarium der University of the Philippines in Los Baños, Provinz Laguna, Philippinen unter der Nummer #67049 aufbewahrt. Die Art ist nach Inocentio Buot benannt. Die Plants of the World online akzeptieren Hoya buotii als gültiges Taxon.